# Germek
Germek je priimek več znanih Slovencev:
- Albin Germek (1925—1992), slovenski duhovnik v zamejstvu (Italija)
- Anton Germek (1877—1937), učitelj in publicist iz Trsta
- Blaž Germek, športni plezalec, inštruktor
- Ivan Germek (1906—1976), redovnik, misijonar v Indiji
- Jože Germek (1915—?), strojnik, gospodarstvenik, inovator
- Magdalena Germek, filozofinja
- Milan Germek (1921—?), šahist, dvakratni slovenski prvak